# Nungara niveomaculata
Espèce
Synonymes
- Olios niveomaculatus Mello-Leitão, 1941
- Olios fuscovariatus Mello-Leitão, 1943
- Polybetes proximus Mello-Leitão, 1943
- Stasina koluene Mello-Leitão, 1949

Nungara niveomaculata est une espèce d'araignées aranéomorphes de la famille des Sparassidae.

## Distribution
Cette espèce se rencontre au Brésil et en Équateur.

## Description
Les mâles mesurent de 7,4 à 11,3 mm et les femelles de 9,7 à 12,8 mm.

## Publication originale
- Mello-Leitão, 1941 : Notas sobre a sistematica das aranhas com descrição de algumas novas especies Sul Ameicanas. Anais da Academia Brasileira de Ciências, vol. 13, p. 103-127.